# Ferdinand Rothschild
Ferdinand James Anselm Rothschild (ur. 17 grudnia 1839 w Paryżu, zm. 17 grudnia 1898 w posiadłości Waddesdon Manor w hrabstwie Buckinghamshire) – austriacki baron, bankier, kolekcjoner dzieł sztuki i polityk. W latach 1885–1898 zasiadał w Izbie Gmin brytyjskiego parlamentu.

## Życiorys
Urodził się 17 grudnia 1839 roku w Paryżu jako trzeci syn Anselma Salomona von Rothschilda (1803–1874) i jego żony Charlotte de Rothschild (1807–1859), którą Anselm poślubił w 1826 roku. Kształcił się w Wiedniu. W 1860 roku osiadł w Anglii. 7 lipca 1865 ożenił się z Eveliną de Rothschild. Rok później, 4 grudnia 1866, Evelina zmarła przy porodzie wraz z dzieckiem. Rothschild nie ożenił się więcej i do śmierci mieszkał ze swoją najmłodszą siostrą Alice (1847–1922) w Waddesdon Manor, rezydencji zbudowanej w stylu renesansowym na wzór zamków w Dolinie Loary we Francji. Chcąc upamiętnić swoją żonę, Ferdinand zbudował szpital dziecięcy w Southwark na południu Londynu i nazwał go jej imieniem.
Zmarł w swoje 59. urodziny 17 grudnia 1898. Został pochowany wraz z żoną Eveliną w Mauzoleum Rothschilda na cmentarzu żydowskim w West Ham.